# Сутапара
Сутапара (перс. سوتاپارا) — село в Ірані, у дегестані Хавік, у бахші Хавік, шагрестані Талеш остану Ґілян. За даними перепису 2006 року, його населення становило 61 особу, що проживали у складі 12 сімей.